# Вилянская волость
Вилянская волость (латыш. Viļānu pagasts) — одна из трёх волостей Вилянского края.
Находится в центральной части края. Волостной центр находится в городе краевого подчинения Виляны (не входящим в саму волость). Крупнейшие населённые пункты: Кристцели, Нотра, Радополе, Тевеяны, Яунвиляны.

## Население
По данным переписи населения Латвии 2011 года, из 1664 жителей Вилянской волости латыши составили  53,85 % (896 чел.), русские —  44,65 % (743 чел.), белорусы —  1,08 % (18 чел.).